# Шонтель
Шонтель Лейн (англ. Shontelle Layne, род. 4 октября 1985 года), более известная как Шонтель ― барбадосская певица. Она выпустила свой дебютный альбом Shontelligence в ноябре 2008 года. Ее второй альбом, No Gravity, был выпущен в сентябре 2010 года. Ее синглы «T-Shirt» и «Impossible» достигли международного успеха. 14 марта 2020 года Шонтель выпустила сингл «Remember Me».

## Биография
Шонтель начала работу над своим дебютным студийным альбомом в начале 2008 года и завершила ее за шесть месяцев. Дебютный сингл «T-Shirt» был выпущен в июле 2008 года, занял 36-е место в американском Billboard Hot 100 и стал хитом. Он вошел в первую десятку чартов в Бельгии и Соединенном Королевстве.
Дебютный альбом, Shontelligence, был выпущен 18 ноября 2008 года. Альбом занял 115-е место в американском Billboard 200,, продав 6200 записей за первую неделю, и занял 24-е место в чарте альбомов R&B/Хип-хопа. Он был переиздан 10 марта 2009 года и с тех пор продал 30 000 копий в США.
Второй сингл с альбома, «Stuck with Each Other», с участием Эйкона, был выпущен в феврале 2009 года в США и в мае 2009 года в Великобритании. Сингл не попал в чарты в США, но занял 23-е место в Соединенном Королевстве. В январе 2009 года Шонтель выступила на разогреве в туре группы New Kids on the Block. Она также выступала на разогреве в туре Бейонсе в июне 2009 года. Шонтель также начала писать песни для многих артистов с Барбадоса. Она была ведущей нескольких шоу и выступала на выпускном вечере в средней школе в Нью-Йорке в июне 2009 года. По состоянию на 2012 год, альбом Shontelligence был распродан в количестве 50 000 копий в США.
Второй альбом Шонтель, No Gravity, был выпущен в США 21 сентября 2010 года. Она заявила, что альбом будет экспериментальным. Шонтель сотрудничала с Бруно Марсом, Тони Каналом и Родни «Darkchild» Джеркинсом, в частности, для записи альбома. В первую неделю выпуска No Gravity занял 81-е место в Billboard 200, продав 7000 копий. Позже в том же году Шонтель напишет песню для Рианны «Man Down» с ее пятого студийного альбома Loud.
Ведущий сингл с альбома, «Impossible», был выпущен в феврале 2010 года для цифровой загрузки, но не имел успеха до мая того же года, когда он дебютировал в Billboard Hot 100. С тех пор он стал ее самым успешным синглом на сегодняшний день, достигнув 13-го места в Billboard Hot 100. Второй сингл с альбома, «Perfect Nightmare», был выпущен в августе 2010 года. «Say Hello to Goodbye» был отправлен на радио 15 марта 2011 года в качестве третьего сингла . Оба не попали в чарты Hot 100, но попали в чарты поп-песен. По состоянию на 2012 год в США было продано около 150 000 копий No Gravity.
15 июля 2011 года Шонтель выступила в GUMBO @ The Canal Room в Нью-Йорке, где она рассказала новости о предстоящем сингле и третьем студийном альбоме. Также выяснилось, что она покинула лейбл Universal Motown и присоединилась к Universal Republic. Ведущий сингл с предстоящего альбома называется «Reflection», его премьера состоялась на SoundCloud в сентябре 2011 года. В декабре 2012 года Шонтель подтвердила, что «Put Me on Blast» станет ведущим синглом с ее предстоящего третьего студийного альбома и она уже сняла клип на сингл в Лос-Анджелесе, штат Калифорния. Ее третий альбом был запланирован к выпуску в 2013 году, но так и не вышел. Будущие даты не были объявлены.
4 ноября 2017 года она выступила и была приглашенным судьей на конкурсе Мисс Земля 2017, проходившем в Маниле. В 2021 году Шонтель будет сниматься в полнометражном фильме «Джозеф», а также заключит контракт с Shakir Entertainment Management в Нью-Йорке для телевидения и кино.

## Дискография
Студийные альбомы
- Shontelligence (2008)
- No Gravity (2010)